# راجر کورنبرگ
راجر دیوید کورنبرگ (به انگلیسی: Roger David Kornberg) زیست‌شیمی‌دان آمریکایی و استاد زیست‌شناسی ساختاری در دانشکده پزشکی دانشگاه استنفورد می‌باشد.
کورنبرگ در سال ۲۰۰۶ موفق به دریافت جایزه نوبل شیمی به دلیل مطالعاتش در مورد اطلاعات ژنتیکی منتقل شده دی‌ان‌ای در آران‌ای با نام «اساس مولکولی رونویسی یوکاریوت» شد.